# Tamar Rachum

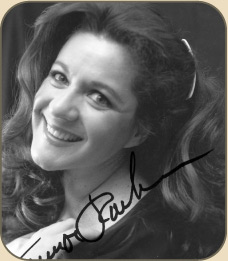
Tamar Rachum

Tamar Rachum (* 28. März 1949 in Tel Aviv) ist eine israelische Sopranistin und Gesangspädagogin.

## Leben und Werk
Tamar Rachum studierte bei Hilde Zadek am Konservatorium der Stadt Wien. Nach dem Abschluss ihres Studiums debütierte sie 1971 als Pamina in Wolfgang Amadeus Mozarts Zauberflöte im Theater an der Wien. Im selben Jahr sang sie die Sopranpartie in Giuseppe Verdis Requiem. Nach diesem erfolgreichen Debüts startete sie eine internationale Karriere an Opernhäusern wie der Wiener Staatsoper und der Volksoper, dem Amsterdamer Concertgebouw, dem Royal Opera House Covent Garden und auf Konzertbühnen auf der ganzen Welt. Sie trat an zahlreichen Opernhäusern im deutschsprachigen Raum auf (Wien, Frankfurt, Köln, Hamburg, Hannover, Oldenburg, Düsseldorf, Heidelberg, Augsburg, Darmstadt). 1981 wurde ihr von Musikkritikern und vom Publikum der Harlekin-Preis in Deutschland für herausragende Gesangsleistungen zugesprochen.
Tamar Rachum ist seit 1971 Leiterin der Abteilung für Gesangsstudien und Professorin für Gesang, Oper, Lied und Oratorium an der Buchmann-Mehta-Musikschule der Universität Tel Aviv. Sie führte zahlreiche Meisterkurse in Italien, Schweiz, Frankreich, Österreich, Deutschland, Niederlande und USA durch. Sie wirkte als Jurymitglied bei zahlreichen Gesangswettbewerben unter anderem bei dem Maria Callas Wettbewerb in Athen und dem Internationalen Hilde Zadek Wettbewerb in Wien.
Tamar Rachum beriet und betreute unter anderem die deutschen Sängerinnen Vera Schoenenberg und Anna Lucia Richter.